# Distrikt Imaza
Der Distrikt Imaza liegt in der Provinz Bagua in der Region Amazonas in Nord-Peru. Der Distrikt wurde am 25. Mai 1984 gegründet. Er besitzt eine Fläche von 4511 km². Beim Zensus 2017 wurden 29.852 Einwohner gezählt. Im Jahr 1993 lag die Einwohnerzahl bei 18.727, im Jahr 2007 bei 21.409. Sitz der Distriktverwaltung ist die 303 m hoch gelegene Ortschaft Chiriaco mit 2703 Einwohnern (Stand 2017). Chiriaco befindet sich knapp 60 km nordnordöstlich der Provinzhauptstadt Bagua.

## Geographische Lage
Der Distrikt Imaza erstreckt sich über die nördliche Hälfte der Provinz Bagua. Er wird von den Gebirgskämmen der peruanischen Zentralkordillere durchzogen. Im Nordwesten reicht der Distrikt bis zur Cordillera del Cóndor, die entlang der umstrittenen Grenze zu Ecuador verläuft. Der Río Marañón durchquert das Areal in nordnordöstlicher Richtung. Dessen rechter Nebenfluss Río Chiriaco (im Oberlauf Río Imaza) durchquert den Süden des Distrikts. Der zentrale Westen des Distrikts wird von dem linken Marañón-Nebenfluss Río Campamisa (auch Río Shimutaz) entwässert. Der Nordwesten des Distrikts wird über den Río Numpatkay, einen Zufluss des Río Cenepa, nach Norden entwässert.
Der Distrikt Imaza grenzt im Süden an die Distrikte Cajaruro (Provinz Utcubamba) und Aramango, im Westen an den Distrikt Huarango (Provinz San Ignacio), im äußersten Nordwesten an Ecuador, im Norden an den Distrikt El Cenepa (Provinz Condorcanqui) sowie im Osten an den Distrikt Nieva (ebenfalls in der Provinz Condorcanqui).

## Ortschaften
Neben dem Hauptort gibt es folgende größere Ortschaften im Distrikt:
- Alto Tuntus (359 Einwohner)
- Bethel Jayais (226 Einwohner)
- Chicais
- Chipecuzu (1099 Einwohner)
- Epemimu (241 Einwohner)
- Huantsa (250 Einwohner)
- Imacita (1575 Einwohner)
- Kunchin
- Listra (325 Einwohner)
- Mesones Muro (517 Einwohner)
- Nazareth (511 Einwohner)
- Nuevo Belen (259 Einwohner)
- Numpatkaim (272 Einwohner)
- Pakui
- Pakun(291 Einwohner)
- San Rafael Winchu (287 Einwohner)
- San Ramon (331 Einwohner)
- Shushug (307 Einwohner)
- Shushunga
- Sijiak (260 Einwohner)
- Sukutin (287 Einwohner)
- Temashnum (442 Einwohner)
- Umukay (413 Einwohner)
- Wachapea (407 Einwohner)
- Wawain
- Wawas (419 Einwohner)
- Wayampiak (281 Einwohner)
- Yamakaientsa
- Yamayakat (386 Einwohner)
- Yanat (256 Einwohner)
- Yupicusa (691 Einwohner)